# Adam Kruczkowski

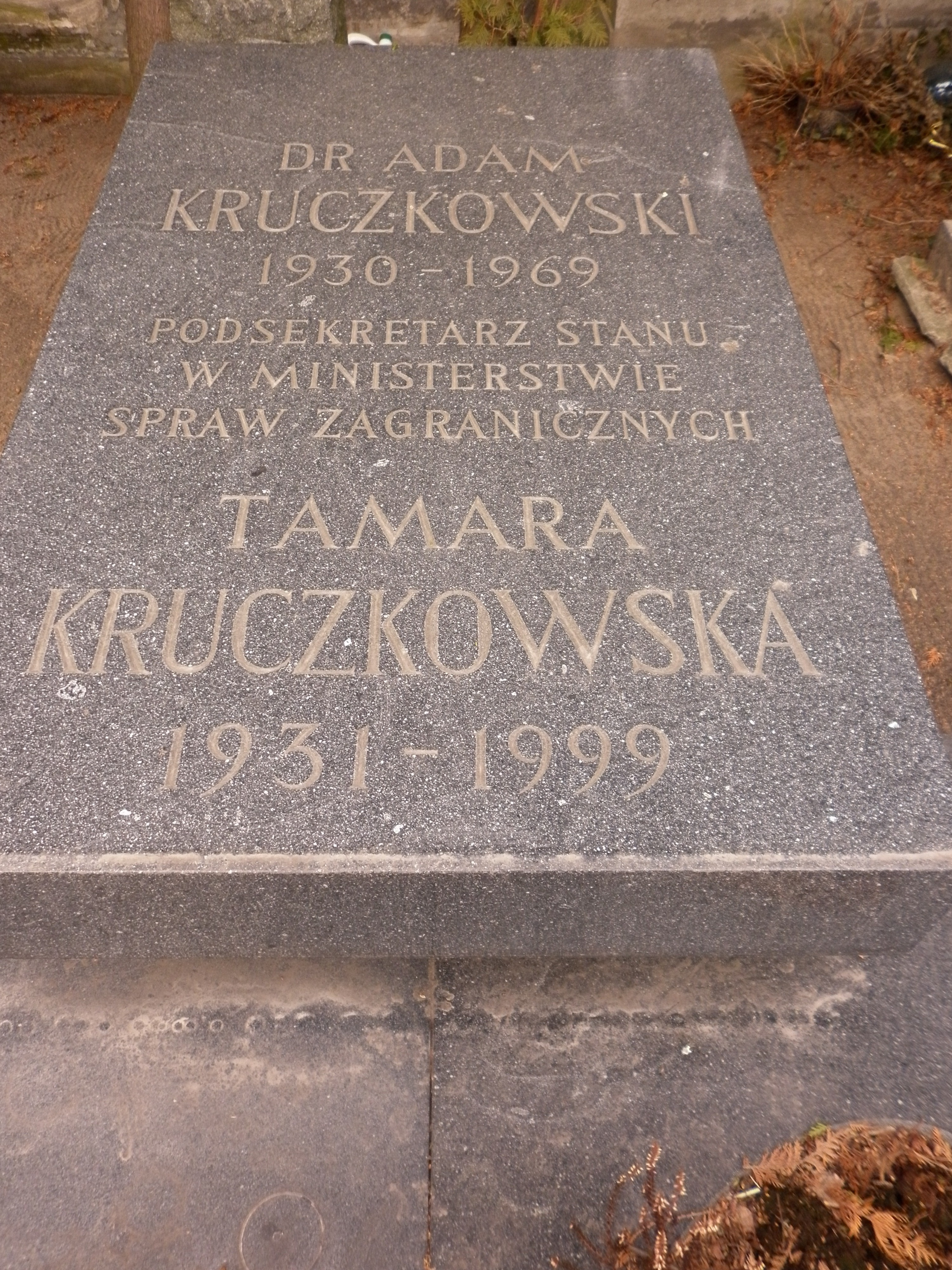
Nagrobek Adama Kruczkowskiego na cmentarzu Wojskowym na Powązkach w Warszawie

Adam Kruczkowski (ur. 24 kwietnia 1930 w Kazimierzu, zm. 27 czerwca 1969 w Warszawie) – polski ekonomista i działacz państwowy, dyrektor Polskiego Instytutu Spraw Międzynarodowych, zastępca członka i członek KC PZPR, wiceminister spraw zagranicznych (1968–1969), poseł na Sejm PRL IV kadencji. Syn Leona Kruczkowskiego. 

## Życiorys
W 1949 został absolwentem Gimnazjum im. Władysława IV w Warszawie, następnie zaś kształcił się w Państwowym Instytucie Ekonomicznym w Moskwie (1949–1954), gdzie uzyskał magisterium z dziedziny ekonomii politycznej. W 1963 Rada Naukowa Instytutu Gospodarki Światowej i Stosunków Międzynarodowych Akademii Nauk ZSRR nadała mu tytuł doktora nauk ekonomicznych.
W młodości działał w Związku Walki Młodych (od 1946), Związku Młodzieży Polskiej oraz Zrzeszeniu Studentów Polskich. Od 1947 był członkiem Polskiej Partii Robotniczej, z którą w 1948 przystąpił do Polskiej Zjednoczonej Partii Robotniczej. W latach 1955–1956 zatrudniony w zarządzie głównym ZMP, a od 1956 do 1960 w redakcji „Trybuny Ludu”, był również wykładowcą Wyższej Szkoły Partyjnej przy KC PZPR (1955–1957). Od 1960 pracował w Polskim Instytucie Spraw Międzynarodowych. W grudniu 1963 został jego dyrektorem, zaś w lutym 1964 objął funkcję dyrektora (pełnił ją do 1968). W czerwcu 1964 został zastępcą członka, a w listopadzie 1968 członkiem Komitetu Centralnego PZPR. W latach 1965–1969 wykonywał również mandat poselski jako przedstawiciel okręgu Kraków. Zasiadał w Komisji Spraw Zagranicznych. Był sekretarzem zarządu Polskiej Grupy Unii Międzyparlamentarnej, a także członkiem Stowarzyszenia Dziennikarzy Polskich i Rady Programowej Polskiej Agencji „Intepress”. Zasiadał w prezydium Ogólnopolskiego Komitetu Pokoju, działał również w Światowej Radzie Pokoju. W 1968 objął funkcję podsekretarza stanu w Ministerstwie Spraw Zagranicznych.
Został pochowany 30 czerwca 1969 w Alei Zasłużonych na cmentarzu Wojskowym na Powązkach w Warszawie (kwatera A2-tuje-14). W pogrzebie uczestniczyli przedstawiciele władz partyjnych i państwowych m.in. Józef Cyrankiewicz, Zenon Kliszko, Stefan Jędrychowski, Mieczysław Moczar, Jan Szydlak, Stefan Olszowski, Józef Ozga-Michalski i Jan Karol Wende. W imieniu kierownictwa MSZ przemówił minister spraw zagranicznych Stefan Jędrychowski.

## Odznaczenia
Odznaczony m.in. Krzyżem Oficerskim Orderu Odrodzenia Polski, Złotym Krzyżem Zasługi oraz Odznaką 1000-lecia Państwa Polskiego (1966).

## Życie prywatne
Syn Leona i Jadwigi. Żonaty z Tamarą Kruczkowską (zm. 1999), miał córki.